# Moose Jaw Canucks
Die Moose Jaw Canucks waren eine kanadische Eishockeymannschaft aus Moose Jaw, Saskatchewan. Das Team spielte von 1966 bis 1968 in einer der drei höchsten kanadischen Junioren-Eishockeyligen, der Western Hockey League (WHL).

## Geschichte
Die Moose Jaw Canucks wurden 1935 als Mannschaft der Southern Saskatchewan Junior Hockey League gegründet, in der sie bis 1948 spielten. Es folgten acht Jahre in der Western Canada Junior Hockey League, sowie zehn Jahre in der Saskatchewan Junior Hockey League, ehe sie 1966 eines von sieben Gründungsmitgliedern der Western Hockey League wurden. Nachdem die Moose Jaw Canucks in der Saison 1966/67 in der regulären Saison den vierten Platz erreicht hatten, setzten sie sich zunächst im Playoff-Halbfinale mit 3:2 in der Best-of-Five-Serie gegen die Edmonton Oil Kings durch, wofür man aufgrund von vier Unentschieden sogar neun Spiele benötigte. Im Finale besiegte Moose Jaw die Regina Pats mit 4:1 in der Best-of-Seven-Serie und gewann somit als erste Mannschaft überhaupt den Ed Chynoweth Cup.  
Trotz der Aufstockung auf elf Teilnehmer zur Saison 1967/68 konnten die Moose Jaw Cannucks ihren vierten Platz vom Vorjahr in der regulären Saison behaupten. In den anschließenden Playoffs setzten sie sich mit 4:3 Siegen bei einem Unentschieden zunächst gegen die Brandon Wheat Kings durch, ehe sie im Halbfinale an den Estevan Bruins deutlich mit 0:4 Siegen bei einem Unentschieden scheiterten. Obwohl sie zwei erfolgreiche Spielzeiten in der WHL absolviert hatten, verließen sie diese 1969 bereits wieder und spielten bis zu ihrer Auflösung 1984 in der Saskatchewan Junior Hockey League, in der ihr größter Erfolg das Erreichen des Finales in der Saison 1979/80 war. Mit ihrer Auflösung machten die Canucks Platz für das neue WHL-Franchise in Moose Jaw, die Moose Jaw Warriors, die seit 1985 am Spielbetrieb der WHL teilnehmen. 

## Saisonstatistik (WHL)
Abkürzungen: GP = Spiele, W = Siege, L = Niederlagen, T = Unentschieden, OTL = Niederlagen nach Overtime SOL = Niederlagen nach Shootout, Pts = Punkte, GF = Erzielte Tore, GA = Gegentore, PIM = Strafminuten
| Saison  | GP | W  | L  | T  | OTL | SOL | Pts | GF  | GA  | Platz   | Playoffs                        |
| 1966–67 | 56 | 25 | 18 | 13 | —   | —   | 62  | 214 | 190 | 4., WHL | Ed Chynoweth Cup                |
| 1967–68 | 60 | 31 | 24 | 5  | —   | —   | 67  | 263 | 248 | 4., WHL | Niederlage in der zweiten Runde |

## Bekannte Spieler
- Barry Long
- Ed Patenaude
- Lynn Powis